# Survivor Series (2016)
Survivor Series (2016) – gala wrestlingu wyprodukowana przez federację WWE. Odbyła się 20 listopada 2016 w Air Canada Centre w Toronto w Kanadzie. Była nadawana WWE Network oraz w systemie pay-per-view. Była to trzydziesta gala w chronologii Survivor Series. Gala po raz pierwszy trwała cztery godziny.
Podczas gali odbyło się osiem pojedynków, w tym dwie podczas pre-show. W walce wieczoru swój występ odbył Goldberg, który nie występował od dwunastu lat; pokonał on Brocka Lesnara w minutę i 26 sekund. Pięć innych pojedynków miało motyw rywalizacji pomiędzy brandami Raw i SmackDown. Trzy pojedynki z nich były klasycznymi 5-on-5 Survivor Series Elimination tag team matchami, gdzie żeńskie i tag-teamowe drużyny Raw odniosły sukces, lecz męska drużyna SmackDown zdołała pokonać przedstawicieli Raw w trzecim pojedynku tego typu. Dodatkowo, Intercontinental Champion The Miz (ze SmackDown) i Cruiserweight Champion The Brian Kendrick (z Raw) obronili swoje tytuły przeciwko rywalom z przeciwnych brandów, kolejno Sami Zayn (z Raw) i Kalisto (ze SmackDown).

## Produkcja
Survivor Series oferowało walki profesjonalnego wrestlingu z udziałem różnych wrestlerów z istniejących oskryptowanych rywalizacji i storyline’ów, które są kreowane na głównych tygodniówkach WWE, Raw i SmackDown Live. Wrestlerzy są przedstawieni jako heele (negatywni, źli zawodnicy i najczęściej wrogowie publiki) i face’owie (pozytywni, dobrzy i najczęściej ulubieńcy publiki), którzy rywalizują pomiędzy sobą w seriach walk mających budować napięcie. Kulminacją rywalizacji jest walka wrestlerska lub ich seria.

### Rywalizacje

#### Drużyny SmackDown vs. drużyny Raw
11 października na odcinku SmackDown, komisarz SmackDown Shane McMahon i generalny menadżer SmackDown Daniel Bryan wyzwali przedstawicieli brandu Raw do stoczenia trzech eliminacyjnych Survivor Series tag team matchów, gdzie każdy roster reprezentowałoby pięciu wrestlerów, pięć wrestlerek oraz pięć tag teamów. Komisarz Raw Stephanie McMahon zaakceptowała wyzwanie. 25 października na odcinku SmackDown rozpoczęto mecze kwalifikacyjne wyłaniające reprezentantów drużyny SmackDown. Posiadacze SmackDown Tag Team Championship Heath Slater i Rhyno zostali kapitanami drużyny w tag team Survivor Series matchu, zaś The Hype Bros zakwalifikowali się pokonując The Ascension. Tej samej nocy, Nikki Bella pokonała Natalyę stając się kapitanką żeńskiej drużyny. 31 października na odcinku Raw, generalny menadżer brandu Mick Foley wybrał jako współkapitanów męskiego zespołu WWE Universal Championa Kevina Owensa i Chrisa Jericho. Trzecim zawodnikiem stał się WWE United States Champion Roman Reigns, zaś czwartym Braun Strowman, który wygrał 12-osobowy Battle Royal. Tej samej nocy, Raw Tag Team Champions The New Day ogłosili siebie jako kapitanów drużyny Raw w tag team matchu. Jako kapitankę zespołu kobiet czerwonego rosteru wybrano posiadaczkę Raw Women’s Championship Charlotte Flair. Jej dwiema partnerkami stały się Bayley oraz Nia Jax. 1 listopada na odcinku SmackDown, Bryan i Shane dodali do drużyny kobiet Naomi, Carmellę, Alexę Bliss i posiadaczkę SmackDown Women's Championship Becky Lynch. Z powodu braku miejsca w drużynie, Natalya została wybrana jako ich trenerka. Podczas show, American Alpha i The Usos zakwalifikowali się do drużyny tag teamowej pokonując kolejno The Spirit Squad i The Headbangers. Podczas segmentu Miz TV, Bryan wyznaczył cały męski skład drużyny SmackDown wybierając Barona Corbina, Randy'ego Ortona, Braya Wyatta, Deana Ambrose'a i WWE World Championa A.J. Stylesa. 7 listopada na odcinku Raw ogłoszono ostatnich zawodników trzech drużyn czerwonego brandu. Piątym członkiem męskiej drużyny stał się Seth Rollins. Do The New Day w drużynie tag teamowej dołączyli Cesaro i Sheamus, Luke Gallows i Karl Anderson, Enzo Amore i Big Cass oraz The Shining Stars (Primo i Epico). Do Charlotte, Jax i Bayley dołączyły Alicia Fox i Sasha Banks. 8 listopada na odcinku SmackDown, Shane McMahon ogłosił Jamesa Ellswortha maskotką drużyny niebieskich. Podczas odcinka, Baron Corbin (jako część scenariusza) został kontuzjowany, w rezultacie czego Shane zastąpił Corbina w składzie męskiej drużyny. Tej samej nocy, Breezango (Fandango i Tyler Breeze) pokonali The Vaudevillains dołączając jako ostatni zespół do drużyny tag teamów. 14 listopada na Raw, Shane i Bryan ukazali się na tygodniówce w celu podpromowania walk i stoczenia potyczki słownej z przedstawicielami Raw, Stephanie oraz Mickiem Foleyem. Podczas tego segmentu do ringu wkroczyli członkowie męskich drużyn brandów, co doprowadziło do bijatyki w środku oraz w okolicach ringu; jako ocalali wyszli Seth Rollins oraz Roman Reigns. Na finałowym odcinku SmackDown przed Survivor Series, drużyna niebieskiego brandu gościła podczas segmentu talk-show Cutting Edge prowadzonego przez Edge'a, który próbował zjednoczyć drużynę. Dodatkowo do ringu wyszedł The Undertaker, który dodał, że przegrana będzie oznaczała dla nich konsekwencje.

#### Brock Lesnar vs. Goldberg
Na WrestleManii XX w 2004, Goldberg pokonał Brocka Lesnara. Była to ich ostatnia walka podczas pobytu w WWE – po gali obaj opuścili federację. Lesnar powrócił w 2012, zaś Goldberg, który oryginalnie nie miał w planach powrotu do WWE, zaczął współpracować z promocją w styczniu 2016. 30 maja podczas odcinka tygodniówki Raw, postać Goldberga została ogłoszona jako pre-order bonus do gry WWE 2K17, na okładce której znalazł się Lesnar. Kilka dni przed galą SummerSlam 2016 podczas eventu WWE 2K promującego grę w Niemczech, Goldberg wyzwał Lesnara do walki. Lesnar i Goldberg kontynuowali zaczepki w mediach społecznościowych i podczas wydarzeń prasowych. 3 października, Goldberg pojawił się w programie SportsCenter na kanale ESPN, gdzie zwiastował swój powrót do WWE argumentując, że chce raz jeszcze spotkać się z Lesnarem w ringu. 10 października na odcinku Raw, Paul Heyman w imieniu swojego klienta wyzwał Goldberga do przyszłej walki stwierdzając, że Lesnar pokonał już wszystkich prócz Goldberga. Tydzień później na odcinku Raw, Goldberg pokazał się po raz pierwszy od ponad dekady w federacji i przyjął wyzwanie. 25 października, WWE oficjalnie potwierdziło walkę mającą miejsce na gali Survivor Series. 7 listopada na Raw ogłoszono, że Lesnar i Goldberg spotkają się w ringu na kolejnym i ostatnim odcinku przed Survivor Series. Na finałowym odcinku Raw przed Survivor Series, obaj mężczyźni skonfrontowali się w ringu, lecz oddzielali ich ochroniarze. Lesnar popchnął kilku z nich na Goldberga, po czym uciekł z ringu bez konfrontacji fizycznej z Goldbergiem.

#### The Miz vs. Sami Zayn
Na gali No Mercy, Dolph Ziggler pokonał The Miza w Career vs. Title matchu zdobywając WWE Intercontinental Championship piąty raz w karierze. Ziggler zaoferował Mizowi rewanż o tytuł, lecz ten odmówił kolejnego pojedynku. 1 listopada na odcinku SmackDown tuż po skutecznej obronie tytułu w walce przeciwko Curtowi Hawkinsowi, Ziggler wyzwał dowolnego członka rosteru Raw do walki o Intercontinental Championship na gali Survivor Series. 7 listopada na Raw, Sami Zayn wyjawił, że Mick Foley chce go jako rywala Zigglera na gali PPV. Stephanie postanowiła ustanowić walkę Zayn kontra Rusev o bycie pretendentem do tytułu; Zayn wygrał pojedynek. Na SmackDown 8 listopada 2016 Maryse przyjęła propozycję Daniela Bryana aby The Miz stoczył na następnym SmackDown walkę o Intercontinental Championship. 15 listopada 2016 na tygodniówce SmackDown, Miz (przy pomocy Maryse) pokonał Dolpha Zigglera i tuż przed galą pay-per-view stał się nowym mistrzem, przez co ten stał się rywalem Zayna na Survivor Series.

#### The Brian Kendrick vs. Kalisto
8 listopada na odcinku SmackDown, Bryan wyznał, że skoro SmackDown broni własnego Intercontinental Championship przeciwko Raw, to Foley zgodził się bronić własnego mistrzostwa przeciwko członkowi rosteru SmackDown. Wybór padł na WWE Cruiserweight Championship dzierżone przez The Briana Kendricka, który na Survivor Series zmierzy się z Kalisto. Dodatkowo, jeśli Kalisto zwycięży, cała dywizja Cruiserweight zostanie przeniesiona z Raw na SmackDown.

## Lista walk
| Nr                                                                   | Wyniki | Stypulacje | Czas  |
| -------------------------------------------------------------------- | --- | --- | ----- |
| 1P                                                                   | T.J. Perkins, Rich Swann i Noam Dar pokonali Drewa Gulaka, Tony'ego Nese'a i Ariya Daivari'ego | Six-man tag team match | 11:50 |
| 2P                                                                   | Kane pokonał Luke'a Harpera | Singles match | 9:10  |
| 3                                                                    | Team Raw (Charlotte Flair, Nia Jax, Bayley, Sasha Banks i Alicia Fox) (w/ Dana Brooke) pokonały Team SmackDown (Natalya, Becky Lynch, Alexa Bliss, Carmella i Naomi) Eliminacje | 5-on-5 Survivor Series Elimination Match | 17:30 |
| 4                                                                    | The Miz (c) (z Maryse) pokonał Samiego Zayna | Singles match o WWE Intercontinental Championship                                                                                             | 14:05 |
| 5                                                                    | Team Raw (The New Day (Big E i Kofi Kingston; z Xavierem Woodsem), Sheamus i Cesaro, Luke Gallows i Karl Anderson, Enzo i Cass oraz The Shining Stars (Primo i Epico) pokonali Team SmackDown (Heath Slater i Rhyno, The Hype Bros (Zack Ryder i Mojo Rawley), American Alpha (Jason Jordan i Chad Gable), The Usos (Jimmy Uso i Jey Uso) i Breezango (Fandango i Tyler Breeze) Eliminacje | 10-on-10 Survivor Series Tag Team Elimination Match                                                                                           | 18:55 |
| 6                                                                    | The Brian Kendrick (c) pokonał Kalisto | Singles match o WWE Cruiserweight Championship; Jeśli Kalisto zwycięży, dywizja i tytuł Cruiserweight zostaną przeniesione z Raw na SmackDown | 12:25 |
| 7                                                                    | Team SmackDown (AJ Styles, Dean Ambrose, Randy Orton, Bray Wyatt i Shane McMahon) (w/ James Ellsworth) pokonali Team Raw (Kevin Owens, Chris Jericho, Roman Reigns, Braun Strowman i Seth Rollins) Eliminacje | 5-on-5 Survivor Series Elimination Match | 52:55 |
| 8                                                                    | Goldberg pokonał Brocka Lesnara (z Paulem Heymanem) | Singles match | 1:26  |
| (c) – mistrz/mistrzyni przed walkąP – walka miała miejsce w pre-show | | |       |

### Eliminacje w Survivor Series matchach

#### Survivor Series elimination match #1
| Nr. eliminacji | Wrestlerka                       | Drużyna                          | Wyeliminowana przez              | Metoda eliminacji                              | Czas                             |
| -------------- | -------------------------------- | -------------------------------- | -------------------------------- | ---------------------------------------------- | -------------------------------- |
| 1              | Carmella                         | SmackDown                        | Alicię Fox                       | Przypięta po otrzymaniu Scissors kick          | 6:23                             |
| 2              | Alicia Fox                       | Raw                              | Alexę Bliss                      | Przypięta po otrzymaniu Twisted Bliss          | 6:46                             |
| 3              | Naomi                            | SmackDown                        | N/A                              | Wyliczenie poza ringowe                        | 8:21                             |
| 4              | Sasha Banks                      | Raw                              | Natalyę                          | Przypięta ruchem Roll-up                       | 10:18                            |
| 5              | Natalya                          | SmackDown                        | Charlotte                        | Przypięta po otrzymaniu Queen's boot           | 11:59                            |
| 6              | Nia Jax                          | Raw                              | Becky Lynch                      | Odklepała po założeniu dźwigni Dis-arm-her     | 13:33                            |
| 7              | Alexa Bliss                      | SmackDown                        | Charlotte                        | Przypięta po otrzymaniu Queen's boot           | 14:06                            |
| 8              | Becky Lynch                      | SmackDown                        | Bayley                           | Przypięta po otrzymaniu Bayley-to-Belly Suplex | 17:51                            |
| Zwyciężczynie: | Charlotte i Bayley (drużyna Raw) | Charlotte i Bayley (drużyna Raw) | Charlotte i Bayley (drużyna Raw) | Charlotte i Bayley (drużyna Raw)               | Charlotte i Bayley (drużyna Raw) |

#### Survivor Series elimination match #2
| Nr. eliminacji | Tag team                       | Drużyna                        | Wyeliminowani przez               | Metoda eliminacji                                          | Czas                           |
| -------------- | ------------------------------ | ------------------------------ | --------------------------------- | ---------------------------------------------------------- | ------------------------------ |
| 1              | Breezango                      | SmackDown                      | The New Day                       | Kingston przypiął Fandango po wykonaniu Midnight Hour      | 0:41                           |
| 2              | The New Day                    | Raw                            | The Usos                          | Jimmy przypiął Kingstona po wykonaniu Superkick            | 1:06                           |
| 3              | The Hype Bros                  | SmackDown                      | Luke'a Gallowsa i Karla Andersona | Gallows przypiął Rydera po wykonaniu Magic Killer          | 5:07                           |
| 4              | The Shining Stars              | Raw                            | American Alpha                    | Jordan przypiął Primo po wykonaniu Elevated diving bulldog | 8:08                           |
| 5              | American Alpha                 | SmackDown                      | Luke'a Gallowsa i Karla Andersona | Anderson przypiął Jordana po wykonaniu Magic Killer        | 10:37                          |
| 6              | Luke Gallows i Karl Anderson   | Raw                            | Heatha Slatera i Rhyno            | Rhyno przypiął Gallowsa po wykonaniu Gore                  | 12:27                          |
| 7              | Heath Slater i Rhyno           | SmackDown                      | Enzo Amore i Big Cassa            | Amore przypiął Rhyno po wykonaniu Bada Boom Shakalaka      | 12:45                          |
| 8              | Enzo Amore i Big Cass          | Raw                            | The Usos                          | Jimmy Uso przypiął Amore po wykonaniu Samoan Splash        | 13:24                          |
| 9              | The Usos                       | SmackDown                      | Cesaro i Sheamusa                 | Cesaro poddał Jeya po założeniu dźwigni Sharpshooter       | 18:53                          |
| Zwycięzcy:     | Cesaro i Sheamus (drużyna Raw) | Cesaro i Sheamus (drużyna Raw) | Cesaro i Sheamus (drużyna Raw)    | Cesaro i Sheamus (drużyna Raw)                             | Cesaro i Sheamus (drużyna Raw) |

#### Survivor Series elimination match #3
| Nr. eliminacji | Wrestler                                     | Drużyna                                      | Wyeliminowany przez                          | Metoda eliminacji                                                                                 | Czas                                         |
| -------------- | -------------------------------------------- | -------------------------------------------- | -------------------------------------------- | ------------------------------------------------------------------------------------------------- | -------------------------------------------- |
| 1              | Dean Ambrose                                 | SmackDown                                    | Brauna Strowmana                             | Przypięły po otrzymaniu Running powerslam                                                         | 16:00                                        |
| 2              | Braun Strowman                               | Raw                                          | N/A                                          | Wyliczenie poza ringowe                                                                           | 21:30                                        |
| 3              | Kevin Owens                                  | Raw                                          | N/A                                          | Dyskwalifikacja                                                                                   | 29:30                                        |
| 4              | Chris Jericho                                | Raw                                          | Randy'ego Ortona                             | Przypięły po otrzymaniu RKO                                                                       | 30:15                                        |
| 5              | Shane McMahon                                | SmackDown                                    | N/A                                          | Spear od Reignsa; sędzia zdecydował, że Shane nie jest zdolny do dalszej walki                    | 40:00                                        |
| 6              | AJ Styles                                    | SmackDown                                    | Setha Rollinsa                               | Przypięty po otrzymaniu potrójnego Powerbombu na stół komentatorski od niego, Ambrose'a i Reignsa | 42:30                                        |
| 7              | Seth Rollins                                 | Raw                                          | Braya Wyatta                                 | Przypięły po otrzymaniu RKO od Ortona                                                             | 46:00                                        |
| 8              | Roman Reigns                                 | Raw                                          | Braya Wyatta                                 | Przypięły po otrzymaniu Sister Abigail                                                            | 52:55                                        |
| Zwycięzcy:     | Bray Wyatt i Randy Orton (drużyna SmackDown) | Bray Wyatt i Randy Orton (drużyna SmackDown) | Bray Wyatt i Randy Orton (drużyna SmackDown) | Bray Wyatt i Randy Orton (drużyna SmackDown)                                                      | Bray Wyatt i Randy Orton (drużyna SmackDown) |

## Wydarzenia po gali

### Raw
24 godziny po gali na tygodniówce Raw, Goldberg celebrował zwycięstwo nad Brockiem Lesnarem i ogłosił siebie jako pierwszego oficjalnego uczestnika 2017 Royal Rumble matchu.
Z powodu przegranej na Survivor Series, Sami Zayn musiał stoczyć walkę z Braunem Strowmanem. Strowman brutalnie potraktował Zayna w ringu, przez co ten nie mógł kontynuować walki i Mick Foley został zmuszony przerwać pojedynek dający zwycięstwo gigantowi.
Po wygraniu tag-teamowej eliminacyjnej walki dla Raw, Cesaro i Sheamus otrzymali miano pretendentów do tytułów Raw Tag Team Championship przeciwko The New Day. Mimo tego, New Day obroniło swoje tytuły. Tej samej nocy, Gallows i Anderson pokonali The Golden Truth stając się kolejnymi pretendentami do tytułów.
Podczas segmentu Highligh Reel na Raw, Chris Jericho pokłócił się ze swoim najlepszym przyjacielem Kevinem Owensem. Jericho obwinił Owensa za używanie swojej "listy Jericho" jako broni, podczas gdy Owens bronił się argumentem, że chciał ochronić Chrisa przed eliminacją. Duo ostatecznie oszukało publikę udawaną kłótnią i wspólnie obwinili Romana Reignsa i Setha Rollinsa za osoby, przez które drużyna Raw przegrała. Rollins zażądał walki o WWE Universal Championship należący do Owensa, na co przystał generalny menadżer Mick Foley. W walce wieczoru, Owens pokonał Rollinsa o tytuł w no disqualification matchu po interwencji ze strony Jericho przebranego za fana.
Charlotte wyjaśniła swój atak na Bayley tym, że po Survivor Series nie były już współtowarzyszkami. Mistrzyni skonfrontowała się z Sashą Banks, która chciała wykorzystać klauzulę na rewanż. Charlotte się zgodziła, ustanawiając walkę w przyszłym tygodniu na odcinku Raw.
Na Raw odbył się również triple threat match o miano pretendenta do Cruiserweight Championship pomiędzy T.J. Perkinsem, Richem Swannem i Noam Darem. Swann wygrał pojedynek, potwierdzając pojedynek pomiędzy nim a The Brianem Kendrickiem następnego tygodnia na pierwszym odcinku 205 Live nadawanym na WWE Network.

### SmackDown
Na pierwszym odcinku SmackDown po Survivor Series, Shane McMahon zaoferował Jamesowi Ellsworthowi kontrakt mianujący go członkiem rosteru SmackDown. AJ Styles skrytykował tę decyzję twierdząc, że powinien zdobyć kontrakt w ladder matchu. Ellsworth się na to zgodził, lecz dodał własny warunek, że jeśli wygra, to prócz kontraktu otrzyma kolejną szansę na WWE World Championship należący do Stylesa. Podczas ich pojedynku w walce wieczoru zainterweniował Dean Ambrose, który oryginalnie był wydalony z areny, lecz pomógł Ellsworthowi odnieść zwycięstwo.
The Miz skonfrontował się z Danielem Bryanem odnośnie do udanej obrony Intercontinental Championship i wyśmiał Kalisto, że nie zdołał wygrać swojego pojedynku. Bryan postanowił wyznaczyć walkę pomiędzy Mizem i Kalisto o tytuł tego pierwszego, lecz podczas pojedynku ponownie zainterweniował Corbin i zdyskwalifikował oponenta. Miz celebrował obronę tytułu, po czym na arenę wkroczył Dolph Ziggler i wykonał Mizowi Superkick. Tej samej nocy Bryan wyznaczył dwa nowe pojedynki na gali pay-per-view TLC: Miz będzie bronił Intercontinental Championship w ladder matchu z Zigglerem, zaś Kalisto zmierzy się z Corbinem w chairs matchu.
Rywalizacja pomiędzy kobietami była kontynuowana na SmackDown, gdzie Alexa Bliss zażądała kolejnej walki o SmackDown Women's Championship z Becky Lynch, gdzie ta zaakceptowała wyzwanie na TLC. Po walce Natalyi z Becky, mistrzyni została zaatakowana przez pretendentkę w ringu. Dodatkowo na zapleczu Nikki Bella oskarżyła Carmellę o atak na nią podczas Survivor Series, czego Carmella się wypierała. Pomimo tego, Bella wyzwała Carmellę do no disqualification matchu na gali TLC.
Na "niebieskiej tygodniówce" odbył się Tag Team Turmoil, w którym wzięli udział The Hype Bros, The Ascension, American Alpha, Breezango, The Usos oraz The Vaudevillains, a zwycięzcy mieli stać się pretendentami do tytułów SmackDown Tag Team Championship. American Alpha wygrało walkę, lecz tuż potem na telebimie ukazało się The New Wyatt Family. Bray Wyatt poinformował, że on i Randy Orton zmierzą się w przyszłym tygodniu z American Alpha o miano pretendentów.